# Valhor
Cet article possède un paronyme, voir Valor.
VALHOR est l'organisation interprofessionnelle qui rassemble les professionnels de l'horticulture, de la fleuristerie et du paysage et perçoit une contribution volontaire étendue.

## Historique
L'Association française pour la valorisation des produits et des secteurs professionnels de l'horticulture et du paysage (VALHOR) a été reconnue comme organisation interprofessionnelle au sens de l'article L. 632-1 du livre VI (nouveau) du code rural par l'arrêté du 13 août 1998, à la suite de la liquidation du Comité national interprofessionnel de l'horticulture florale, ornementale et des pépinières (CNIH) en 1996.

## Missions
Ses principales missions sont de :
- mener  des actions collectives de promotion des produits horticoles,
- faire connaître les innovations des filières horticoles,
- mettre en œuvre des signes de qualité sous la responsabilité des entreprises,
- valoriser les métiers et les savoir-faire des entreprises et de leurs collaborateurs(trices),
- renforcer le dialogue entre les différentes familles professionnelles de l'horticulture,
- assurer la promotion du métier auprès des relais d'opinion, dont la presse nationale et régionale.

## Organisation
Son organisation repose sur :
- 3 collèges : production, commercialisation, paysage, dans lesquels sont réparties 10 fédérations professionnelles membres, en particulier : VERDIR, qui est l'association spécialisée de la FNSEA, la section horticole de la Fédération française de la coopération fruitière, légumière et horticole (Felcoop), l'Union française des semenciers (UFS), la Coordination rurale (CR), la Fédération française des artisans fleuristes (FFAF), Les  Jardineries et Animaleries de France (ex-FNMJ), la Fédération nationale des grossistes en fleurs et plantes (FGFP), l'Association des libres-services agricoles (Floralisa), l’Union nationale des entreprises du paysage (UNEP), la Fédération française du paysage.
- 160 professionnels bénévoles[réf. nécessaire],
- 45 885 entreprises.

Son financement est assuré par des contributions obligatoires régies par des accords interprofessionnels.

## Controverses

### Contestation de la «contribution volontaire obligatoire»

#### Incertitude juridique
En 1992, l'instauration d'une taxe parafiscale instituée au profit de l'ancienne interprofessionnelle, le Comité national interprofessionnel de l'horticulture florale (CNIH), avait été contestée et avait entraîné la liquidation du CNIH. La Commission européenne avait par ailleurs, en décembre 2008, qualifié les cotisations ou «  contributions volontaires obligatoires » dues aux interprofessionnelles de « ressources publiques » instaurant une distorsion de concurrence. La Cour de justice de l'Union européenne rend cependant en mai 2013 une décision inverse et estime que ces cotisations, n’impliquant pas de transfert d’une ressource d’État, et ne pouvant être utilisées par les autorités étatiques, ne pouvaient être considérées comme une aide d’État :« Le financement des actions de promotion, de publicité, d'assistance technique et de recherche et développement, conduites par l'Interprofession Valhor par des cotisations volontaires obligatoires durant la période 2005-2014 ne constitue pas une aide d'État au sens de l'article 107, paragraphe 1, du TFUE, sans préjudice de la question de savoir si les subventions de l'État à une interprofession constituent ou non une aide au secteur concerné ou si les subventions allouées à ces actions constituent des aides d'État ».
La Commission reconnaît donc le fonctionnement des contributions volontaires obligatoires et indique dans son argumentation que l'interprofessionnelle est bien une personne morale de droit privé qui, si elle perçoit des contributions de nature obligatoire, et si « son existence, ses missions et son fonctionnement sont subordonnés à la reconnaissance par une autorité d'État », décide effectivement seule de l'utilisation de ces ressources.

#### Jurisprudence nationale
Selon le site spécialisé Dalloz, « diverses procédures sont en cours à l’encontre de fleuristes à travers tout le pays », qui contestent les cotisations et sont assignés par l'association VALHOR en paiement. Les contestations se font au motif que la contribution constituerait une atteinte au droit de propriété dépourvue de légalité et de tout motif d’intérêt général.
La jurisprudence n'est, en 2018, pas homogène, mais tend à affirmer que les contributions volontaires obligatoires satisfont au principe de légalité et ne sont pas contradictoires avec le principe de l'intérêt général. Le 30 novembre 2016, s'agissant de Val'hor, la Cour de cassation a estimé que pour la perception de contributions volontaires obligatoires, « il doit exister un rapport raisonnable de proportionnalité entre les moyens employés et le but visé ».

### Contestation de la représentativité syndicale
Certains professionnels contestent le caractère représentatif de VALHOR. Ils sont dès 2007 relayés par la Coordination rurale, l'Union nationale des intérêts professionnels horticoles (UNIPHOR) puis par la Confédération paysanne, qui regrette « une politique qui favorise une horticulture industrielle, branchée sur la grande distribution et le marché mondial, au détriment des horticulteurs artisanaux qui vendent en direct sur les marchés locaux ».